# Hazelhurst (Wisconsin)
Hazelhurst es un pueblo ubicado en el condado de Oneida en el estado estadounidense de Wisconsin. En el Censo de 2010 tenía una población de 1.273 habitantes y una densidad poblacional de 14,02 personas por km².

## Geografía
Hazelhurst se encuentra ubicado en las coordenadas 45°46′38″N 89°45′19″O / 45.77722, -89.75528. Según la Oficina del Censo de los Estados Unidos, Hazelhurst tiene una superficie total de 90.83 km², de la cual 79.96 km² corresponden a tierra firme y (11.96%) 10.87 km² es agua.

## Demografía
Según el censo de 2010, había 1.273 personas residiendo en Hazelhurst. La densidad de población era de 14,02 hab./km². De los 1.273 habitantes, Hazelhurst estaba compuesto por el 96.15% blancos, el 0% eran afroamericanos, el 1.02% eran amerindios, el 0.94% eran asiáticos, el 0% eran isleños del Pacífico, el 0.79% eran de otras razas y el 1.1% pertenecían a dos o más razas. Del total de la población el 2.59% eran hispanos o latinos de cualquier raza.